# La Boule
 (mai 2012).
Si vous disposez d'ouvrages ou d'articles de référence ou si vous connaissez des sites web de qualité traitant du thème abordé ici, merci de compléter l'article en donnant les références utiles à sa vérifiabilité et en les liant à la section « Notes et références ».
Pour l’article ayant un titre homophone, voir Laboule.
Pour l'animateur de télévision français, voir Yves Marchesseau.
Pour plus de détails, voir Fiche technique et Distribution.
La Boule est un court-métrage français d'animation d'Alain Ughetto tourné en 1984.

## Synopsis
Une énorme boule balance au-dessus d'une structure creuse où vivent des bonshommes bleus. Des bonshommes verts vivent, eux, en hauteur sur un ratelier jaune à plusieurs barres horizontales. Tous ensemble, ils compensent le poids de la boule, les uns en glissant sur les bords de la structure, les autres en se tenant en équilibre sur les barres. 
Mais après avoir reçu un coup de téléphone, un bonhomme vert saute dans le vide en se servant d'un parapluie comme parachute. L'équilibre entre les deux groupes est rompu et la boule descend dangereusement vers la structure au sol. Les bonhomme verts tentent de récupérer leur acolyte en faisant pencher périlleusement les barres en biais. Ils forment alors une échelle humaine pour aller le chercher au sol. 
La boule tombe sur la structure et les bonshommes bleus doivent se réfugier entassés sur les côtés. À la deuxième tentative, les bonshommes verts récupèrent celui au sol et ils remontent les uns après les autres en se grimpant dessus. Ils se répartissent sur les barres et celles-ci retrouvent leur équilibre horizontal, et la boule remonte en l'air. Les bonshommes bleus peuvent à nouveau circuler et tout le monde peut enfin se reposer et dormir tranquillement.

## Fiche technique
- Titre : La Boule
- Réalisation : Alain Ughetto
- Photographie : Jean-Claude Bois
- Montage : Jean-Pierre Guntz
- Production : Jacques Hubinet
- Pays :  France
- Genre : Animation
- Durée : 8 minutes
- Dates de sortie : 
  -  France : 1984

## Distinctions
- 1985 : César du meilleur court-métrage d'animation
- 1985 : British Academy Film Award du meilleur court-métrage